# Parada Merlo Gómez
Merlo Gómez es una estación ferroviaria ubicada en el sur de la localidad de Castelar, en el partido de Morón, provincia de Buenos Aires, Argentina.

## Toponimia
La estación debe su nombre a la familia Merlo Gómez, cuyos miembros eran descendientes directos de Francisco de Merlo y que fue propietaria de parte del sur de Morón y de la mayor parte de la vecina ciudad de Libertad hasta finales del siglo XIX. Los alrededores de la estación suelen conocerse con el mismo nombre, así como también el vecino barrio de El Cortijo, en el partido de Merlo.

## Ubicación
La estación se encuentra en la intersección de la calle Stevenson y la avenida Callao en el sur de Castelar, partido de Morón. Se halla en el extremo sur del partido, en las adyacencias de la Base Aérea Militar Morón y cerca del límite con los partidos de Merlo y de La Matanza. Por esta razón es común que se denomine erróneamente a la zona, como parte de estos últimos municipios.
Avenida Callao y su continuación, la avenida Bella Vista (comúnmente conocida como ruta 1003) conectan a Merlo Gómez con Libertad, Pontevedra y la ruta provincial 21.
En sus alrededores se conecta con las líneas de colectivo 166, 236, 500 (Merlo), 634 y 635.

## Servicios
La estación opera dentro de la línea Belgrano Sur, en el ramal que conecta la estación Tapiales con Marinos del Crucero General Belgrano. La línea Belgrano Sur es una de las líneas suburbanas de Buenos Aires y forma parte a nivel nacional del Ferrocarril General Belgrano de la red ferroviaria argentina.
Desde 2018, la estación también fue parada del servicio que unía las estaciones Libertad y Kilómetro 12 (virtualmente suspendido a 2021).